# Forbin (D620)
Forbin (D620) je protiletadlová fregata Francouzského námořnictva, která má svůj domovský přístav v Toulonu. Jedná se o jednotku třídy Horizon.

## Stavba

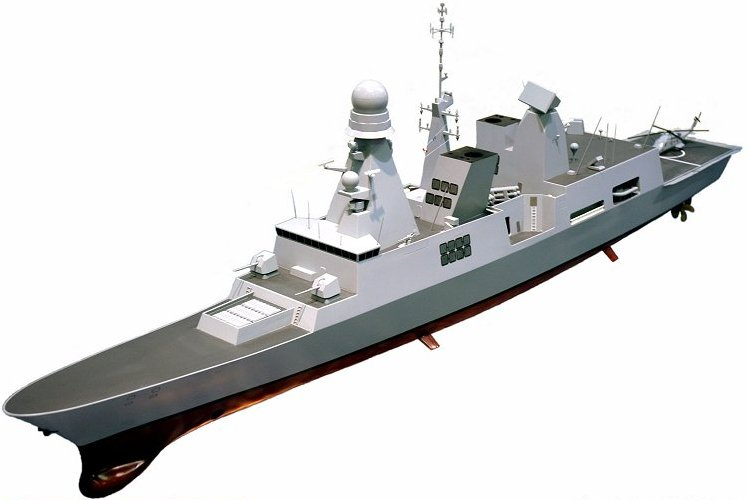
Model lodi

Stavba fregaty Forbin začala v lednu 2004 ve francouzském městě Lorient. V březnu 2005 byla loď spuštěna na vodu a v prosinci 2008 byl Forbin slavnostně uveden do služby.

## Výzbroj

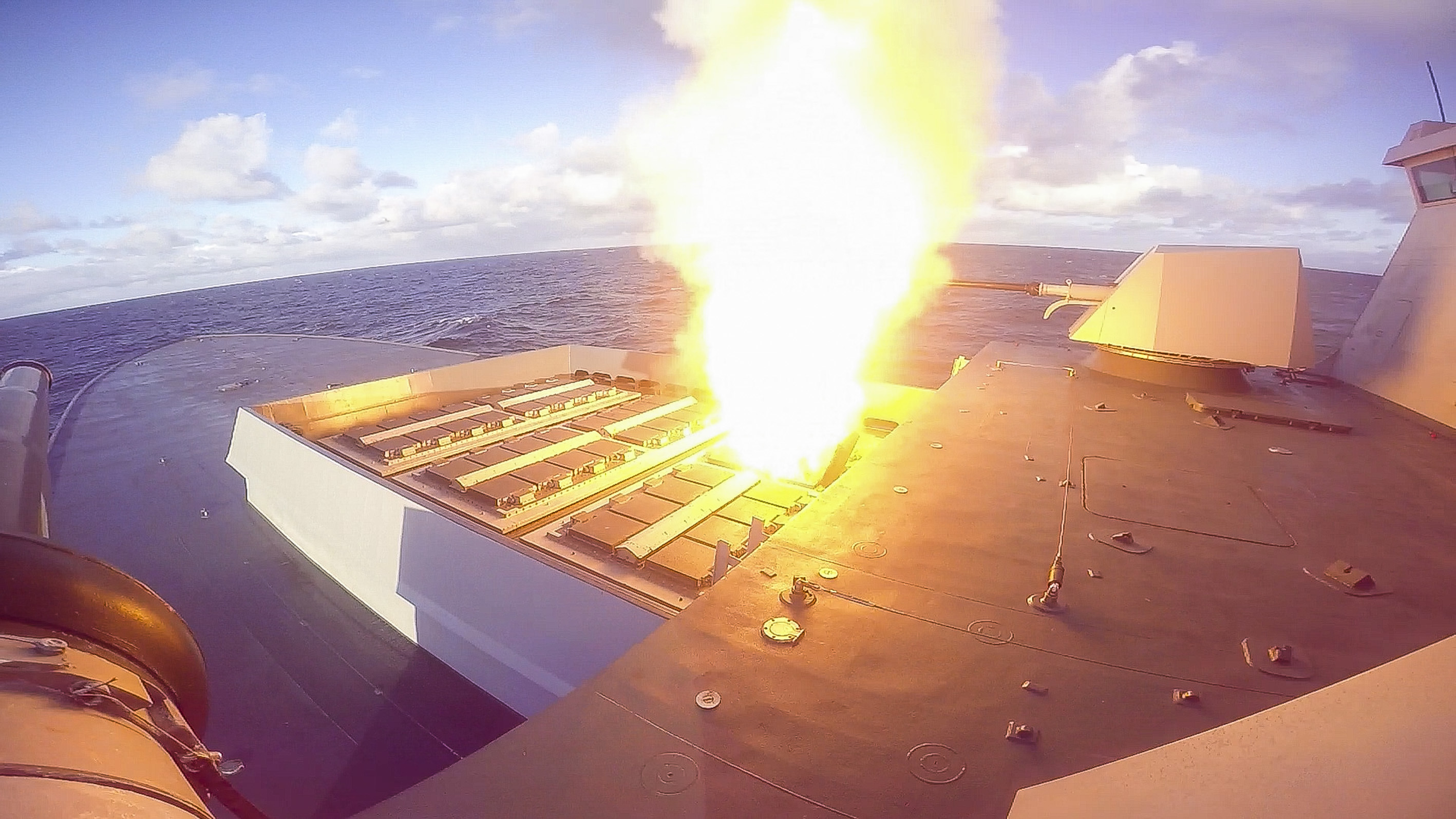
Forbin odpalující rakety Aster 30 ze systému Sylver A50

Fregata Forbin je vyzbrojena dvěma 76mm lodními kanóny Otobreda, třemi 20mm kanóny Narwhal a 2 raketomety pro odpal protilodních střel MM40 Exocet Block 3. Dále loď disponuje protiletadlovým raketovým systémem PAAMS (Principal anti air missile system). Systém je tvořen vertikálními vypouštěcími sily Sylver A50, ze kterých je odpalováno šestnáct protiletadlových střel Aster 15 a třicet dva střel Aster 30. Loď je ještě vybavena jedním raketometem Sadral pro 6 raket Mistral. Forbin je v rámci protiponorkového boje vybaven dvěma torpédomety pro protiponorková torpéda MU90.